# Arc esbiaixat
L'Arc esbiaixat és l'arc que presenta els suports o dovelles col·locats obliquament respecte a la seua planta. Sovint s'utilitza per crear perspectives i efectes visuals que intenten enganyar l'espectador (efecte trompe-l'oeil), com ara per crear una sensació de major produnditat en una finestra.

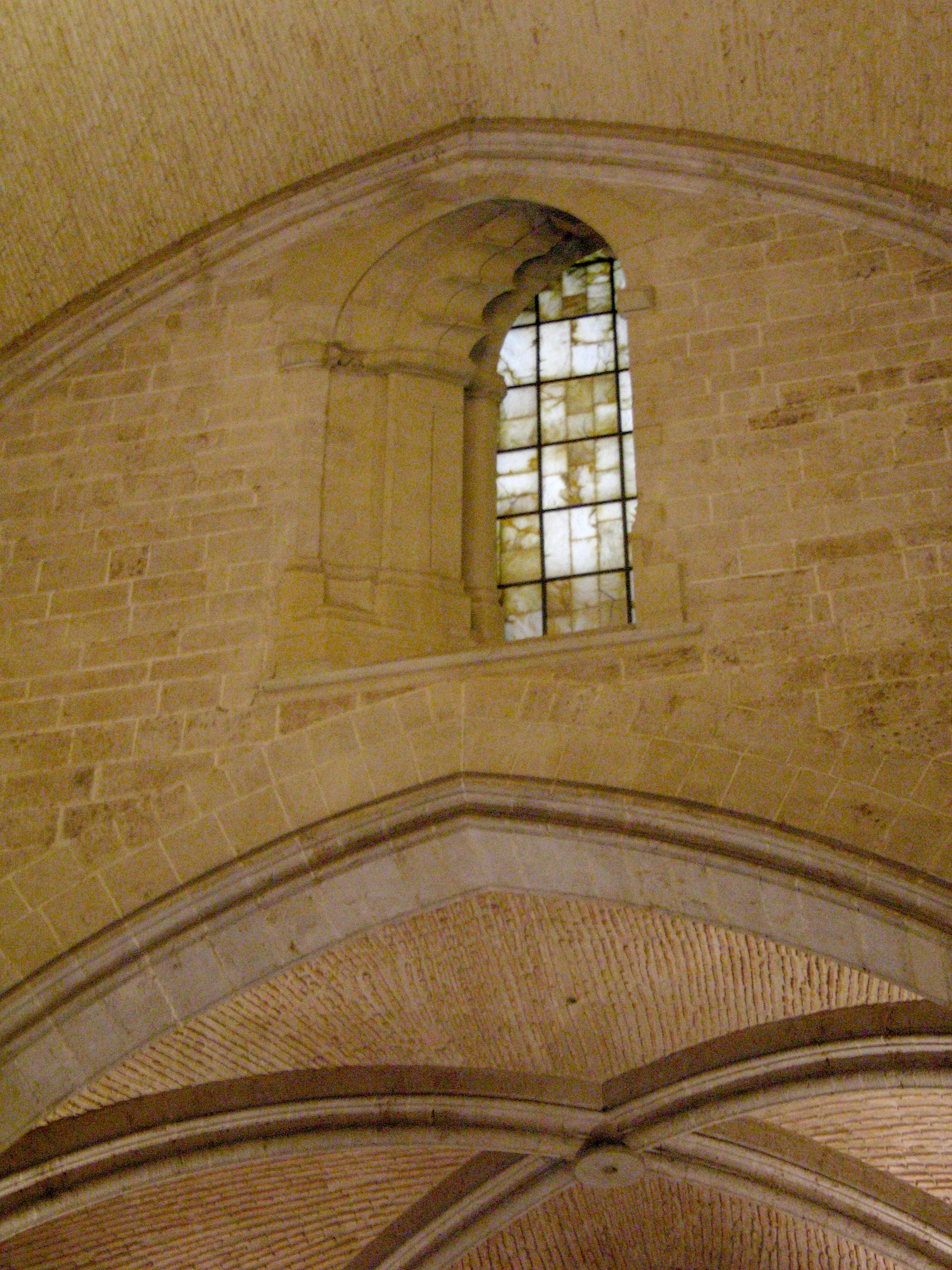
Finestra amb arc esbiaixat a la Seu de València